# L'amour est dans le pré (Belgique)
Cet article traite uniquement de la version belge francophone de l'émission, diffusée sur RTL TVI.
Ne doit pas être confondu avec L'amour est dans le pré.
L'amour est dans le pré est une émission de télévision belge francophone diffusée sur RTL TVI depuis juin 2009. Elle est présentée successivement par Julie Taton, Sandrine Dans et Maria Del Rio. 

## Historique
L'émission est adaptée de la version britannique Farmer Wants a Wife, conçue en 2001 et produite par Fremantle. Une quinzaine de pays ont adapté cette émission dont la version éponyme en France sur la chaîne M6 en 2007. Les trois premières saisons de la version belge (de 2009 à 2011) sont présentées par Julie Taton. Sandrine Dans assure la présentation des saisons 4 à 15 soit de 2012 à 2023 avant que Maria Del Rio ne prenne le relais pour la saison 16 en 2024.
L'amour est dans le pré est aussi le titre utilisé pour les adaptations française et québécoise du programme, respectivement diffusées et présentées sur M6 par Véronique Mounier et Alessandra Sublet puis par Karine Le Marchand et sur Noovo par Katherine Levac. En Belgique néerlandophone, l'émission s'appelle : Boer zoekt vrouw et est diffusée sur VTM.

## Principe
Il s'agit d'une émission annuelle permettant à une dizaine d'agriculteurs ou d'agricultrices (au sens large) célibataires, veufs (veuves) ou divorcé(e)s à la recherche d'un conjoint, de faire la rencontre de téléspectatrices ou de téléspectateurs célibataires ou libres afin de trouver l'amour. Ces agriculteurs et agricultrices proviennent pour la toute grande majorité de Wallonie.
L'émission diffusée sous la forme d'une douzaine d'épisodes annuels se réalise en cinq temps.
- 1. Les portraits. Au printemps, le portrait des agriculteurs ou agricultrices participant(e)s de la saison est diffusé sur la chaîne sous le forme d'un petit clip de présentation (bandes annonces, pas d'émission réelle). Ensuite, les personnes intéressées écrivent une lettre à l'agriculteur ou à l'agricultrice via la chaîne.
- 2. Le speed dating. Au cours de l'été de la même année, l'agriculteur ou l'agricultrice ouvre les courriers reçus et invite un maximum de dix prétendant(e)s pour un speed dating organisé dans un même lieu pour tous à l'issue duquel il ou elle choisit en principe trois personnes qu'il ou elle invite chez lui ou chez elle, dans sa ferme, pour espérer finalement trouver un conjoint (une ou deux émissions diffusées en septembre).
- 3. Le séjour à la ferme. Lors du séjour de ses invité(e)s qui participent aux tâches quotidiennes de la ferme, l'agriculteur ou l'agricultrice élimine successivement deux des trois prétendant(e)s pour n'en garder qu'un(e) seul(e) (six à huit émissions diffusées à partir de septembre).
- 4. Le séjour en vacances. Après avoir fait leur choix et avec l'accord du prétendant ou de la prétendante, les couples nouvellement formés partent pour un séjour de vacances de quelques jours généralement à l'étranger pour poursuivre leur relation et voir si la vie en couple peut être envisagée (deux à trois émissions diffusées en novembre ou décembre).
- 5. Le débriefing. La dernière émission réunit en un même endroit les différent(e)s agriculteurs et agricultrices et leur éventuel(le) prétendant(e) si la relation s'est bien passée pour un débriefing de la saison et afin de voir quels couples vont tenter de continuer ensemble (une émission diffusée en novembre ou décembre).

## Agriculteurs et agricultrices participant(e)s

### Saison 5 (2013)
Nicolas, 24 ans (province du Brabant Wallon), Jérôme, 26 ans (province de Hainaut), Franck, 30 ans (province de Liège), Sébastien, 36 ans (Namur), Éric, 39 ans (province de Namur), Sébastien, 40 ans (province de Liège), Dominique, 45 ans (province de Hainaut), Philippe, 49 ans (province de Luxembourg), Philippine, 52 ans (province de Luxembourg) et Philippe, 52 ans (province de Hainaut).

### Saison 6 (2014)
Julien, 27 ans (province de Luxembourg), Eva, 33 ans et sa sœur Janny, 31 ans (Hamoir), Xavier, 30 ans (province de Luxembourg), Pascal, 56 ans (province de Luxembourg), Jean-Louis, 50 ans (province de Hainaut), John, 29 ans (province du Brabant wallon), André, 51 ans et son fils Dimitri, 26 ans (province de Liège), Fabian, 41 ans (Pays de Herve) et Joël, 34 ans 

### Saison 7 (2015)
William, 24 ans (province de Luxembourg), Pierre, 28 ans, Christophe, 30 ans (province de Hainaut), Olivier, 27 ans (province de Luxembourg), Werner, 38 ans (Pays de Herve), Alexandre, 40 ans (Pays de Herve), Sylvère, 33 ans (province de Hainaut), André, 46 ans (Ferrières), Joël, 47 ans (province de Luxembourg) et Michel, 56 ans (province de Hainaut).

### Saison 8 (2016)
Joffrey, 25 ans (Soignies), Chris, 47 ans (Ohey), Jérémy, 38 ans (Hotton), Maxim, 26 ans (Bruxelles), Luc, 47 ans (Bertrix), Jérémy, 30 ans (Brugelette), Vincent, 37 ans  (Érezée), Michel, 46 ans (province de Hainaut), Florian, 28 ans (Wellin) et Eugène, 63 ans (Braine-l’Alleud).
Jérémy est décédé en février 2017.

### Saison 9 (2017)
Tanguy, 26 ans (province de Liège), Daniel, 33 ans (Charleroi), Pol, 34 ans et son frère Étienne, 27 ans (Givet, France), Herman, 39 ans (Wallonie picarde), Olivier, 41 ans (Pays des Collines), Danny, 43 ans (Pays des Collines), Benoît, 47 ans (Wallonie picarde), Bernard, 50 ans (Ardenne luxembourgeoise) et Manu, 51 ans (Mons).

### Saison 10 (2018)
Pierre, 23 ans (province du Brabant wallon), Julien, 26 ans (province du Brabant wallon), Julien, 31 ans (Bourgogne, France), Jean-François, 33 ans (province de Luxembourg), Éric, 36 ans (province de Liège), Olivier, 37 ans (province de Hainaut), Fabrice, 41 ans (province de Luxembourg), Olivier, 47 ans (Braine-le-Comte), Francis, 53 ans (province de Hainaut) et Jules, 60 ans (Bertrix).

### Saison 11 (2019)
Karl, 44 ans (province du Brabant wallon), Cédric, 23 ans (province de Hainaut), Stéphane, 37 ans (province de Hainaut), Alexis, 45 ans (province de Namur), Jonathan, 25 ans (Pays de Herve), David, 30 ans (province de Luxembourg), François, 33 ans (province de Luxembourg), Alain, 59 ans (province de Namur), Fabian, 33 ans (province de Namur) et Anne-Pascale, 51 ans (Borinage).

### Saison 12 (2020)
Claude, 56 ans (Florennes), Pierre-Henri, 29 ans (Sombreffe), Denis, 22 ans, François, 35 ans, Laurence, 30 ans (province du Brabant wallon), Rudy, 45 ans, Valentin, 29 ans (Celles), Éric, 49 ans (province de Namur), Simon, 34 ans (Bastogne), Rudy, 45 ans (Verlaine) et Laurent, 47 ans (province de Hainaut).
Claude a participé à l'émission Les Traîtres (saison 1) en 2021/2022.

### Saison 13 (2021)
Jean-François, 50 ans (province de Hainaut), Valentine, 30 ans (province du Brabant wallon), Jean, 34 ans (Ouffet), Nicolas, 38 ans (La-Roche-en-Ardenne), Grégory, 45 ans (Péruwelz), Cédric, 37 ans (province de Hainaut), Björn, 32 ans (Durbuy), Alain, 55 ans (province de Liège), Florent et son frère jumeau Fabian, 24 ans (Court-Saint-Étienne).
Grégory est décédé en septembre 2023. Un hommage lui est rendu lors de la saison 15.

### Saison 14 (2022)
Julien, 22 ans (Mons), Alain, 43 ans (Pays de Herve), Nordine, 28 ans (Leuze-en-Hainaut), André, 56 ans (Bassenge), Arnaud, 33 ans (Rochefort), Cathy, 56 ans et sa fille Soraya, 31 ans (Biévène), François, 33 ans (Andenne) et Bernard, 60 ans (Vaux-sur-Sûre).

### Saison 15 (2023)
Anne, 54 ans (province de Luxembourg), José, 62 ans (province de Luxembourg), Bernard, 38 ans (province de Namur), François, 35 ans (province de Namur), Denis, 25 ans (province de Hainaut), Sébastien, 40 ans (province de Hainaut), Joachim, 28 ans (province de Hainaut), Didier, 52 ans (province de Hainaut), Florine, 25 ans (province de Liège) et Jean-Louis, 31 ans  (province de Liège).

### Saison 16 (2024)
Thomas, 36 ans (Dinant), Roger, 65 ans (Rochefort), Stéphanie, 48 ans (Lierneux), Sébastien, 38 ans (Saint-Hubert), Maximilien, 31 ans (Chimay), Emmanuel, 45 ans (province de Namur), Guy, 58 ans (Olne), Julie, 34 ans (province de Liège) et Luc, 31 ans (Thuin)

### Saison 17 (2025)
Florent, 28 ans (Momignies), Dominique et Frédéric, 50 ans (Saint-Sauveur), Christophe, 37 ans (Vaux-sur-Sûre), William, 26 ans (Villers-la-Ville), Wendy, 33 ans (Forrières), Nicolas, 35 ans (Jalhay), Marie, 27 ans (province de Liège), Jonathan, 39 ans (Péruwelz) et Francis, 64 ans (Nandrin).

## Audiences
Lors de la saison 1, l'émission diffusée le 22 novembre 2009 se classe à la 5e place des programmes les plus regardés de l'année 2009 sur RTL TVI avec 766 810 téléspectateurs et 37,82 % de part de marché. 
Lors de la saison 8, l'émission diffusée le 6 décembre 2016 se classe à la première place des programmes les plus regardés de l'année 2016 et à la 15e place des programmes les plus regardés de l'histoire de RTL TVI (jusqu'à 2020) avec 873 000 téléspectateurs et 42,8 % de part de marché.